# 阿宰豐
36°54′N 04°25′E / 36.900°N 4.417°E

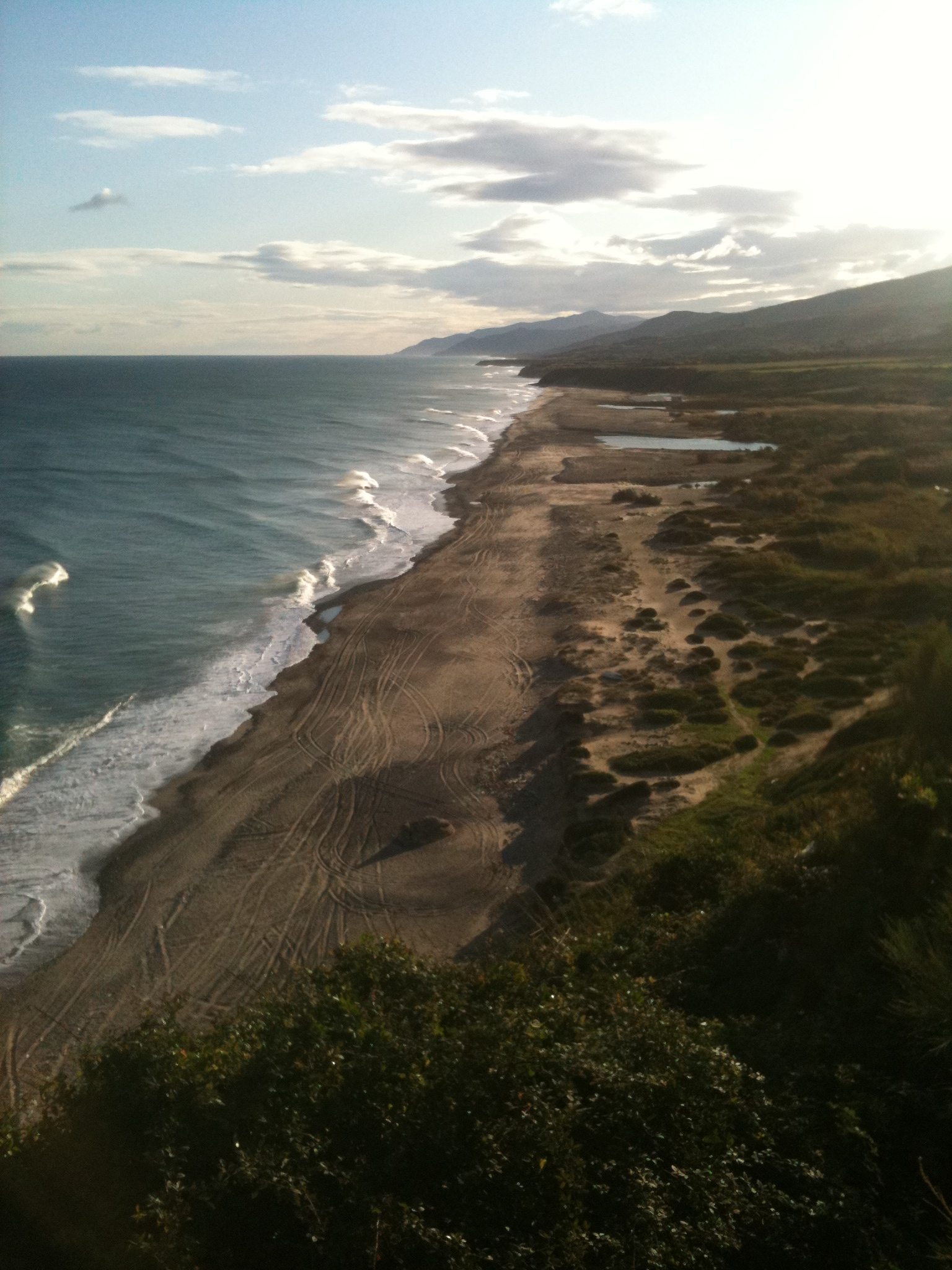
阿宰豐

阿宰豐（阿拉伯语：‎），是阿爾及利亞的城鎮，位於該國北部，由提濟烏祖省負責管轄，是阿宰豐區的首府，面積127平方公里，2008年人口16,847，人口密度每平方公里133人。